# 小行星22913
小行星22913（22913 Brockman）是一颗绕太阳运转的小行星，为主小行星带小行星。该小行星于1999年10月19日发现。

## 轨道参数
小行星22913的轨道半长轴为395 180 159 km，2.6415786 UA，离心率为0.117。